# Bartolomeo Colleoni (cruzador)
O Bartolomeo Colleoni foi um cruzador rápido operado pela Marinha Real Italiana e a terceira embarcação da Classe Condottieri. Sua construção começou em junho de 1928 nos estaleiros da Gio. Ansaldo & C. em Gênova e foi lançado ao mar em dezembro de 1930, sendo comissionado na frota italiana em fevereiro de 1942. Era armado com uma bateria principal composta por oito canhões de 152 milímetros montados em quatro torres de artilharia duplas, tinha um deslocamento carregado de quase sete mil toneladas e alcançava uma velocidade máxima de 36 nós.
O cruzador iniciou sua carreira no Mar Mediterrâneo até ser enviado em novembro de 1938 para a China, onde permaneceu até o início da Segunda Guerra Mundial. Foi designado para a II Divisão da II Esquadra e sua primeira ação foi instalar minas navais em junho, seguida por uma escolta de comboio no mês seguinte. Depois disso, o Bartolomeo Colleoni seguiu para o Mar Egeu, porém foi interceptado no caminho pelo HMAS Sydney e cinco contratorpedeiros britânicos. Foi afundado na resultante Batalha do Cabo Spada depois de ser alvejado e torpedeado.

## Características

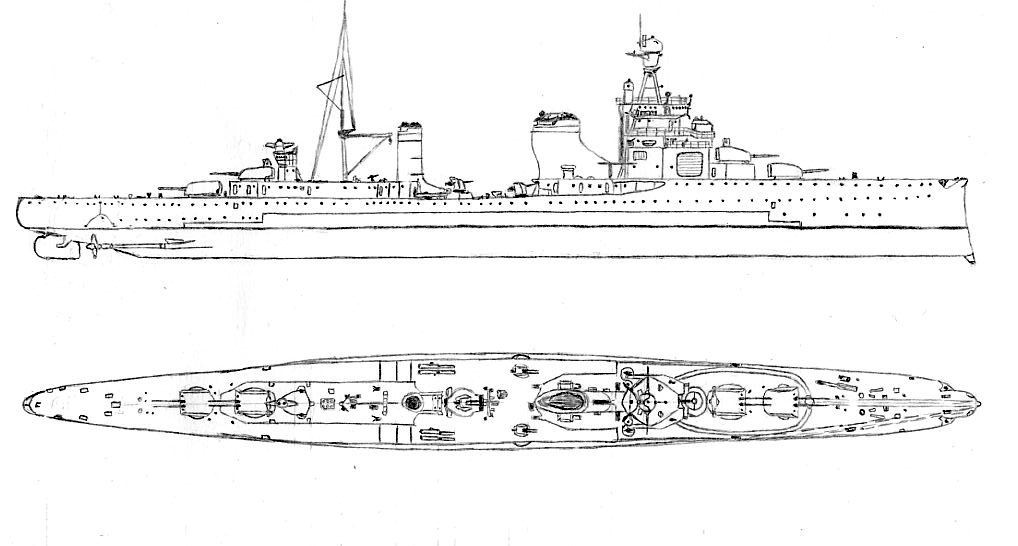
Desenho da Subclasse Giussano

A Marinha Real Italiana recebeu depois da Primeira Guerra Mundial alguns cruzadores rápidos das derrotadas Marinha Austro-Húngara e Marinha Imperial Alemã. O comando naval italiano na época ficou satisfeito com essas embarcações como suplementos para seus cruzadores de reconhecimento existentes para o período imediatamente pós-guerra. Entretanto, a Marinha Real acabou encomendando no final da década de 1920 quatro cruzadores rápidos como uma resposta aos novos contratorpedeiros grandes da Classe Chacal e Classe Guépard sendo construídos pela Marinha Nacional Francesa. Esses novos navios italianos tinham a intenção de subjugar os contratorpedeiros franceses com armamento superior e alta velocidade, porém ao custo de blindagem.
O Bartolomeo Colleoni tinha 169,3 metros de comprimento de fora a fora, com uma boca de 15,5 metros e um calado de 5,3 metros. Tinha um deslocamento padrão de 5 210 toneladas e um deslocamento carregado 6 954 toneladas. Seu sistema de propulsão era composto por duas turbinas a vapor Belluzzo alimentadas por seis caldeiras Yarrow, tendo uma potência indicada de 96 560 cavalos-vapor (71 mil quilowatts) para uma velocidade máxima de 36,5 nós (67,6 quilômetros por hora). Durante seus testes marítimos alcançou 39,9 nós (73,9 quilômetros por hora) a partir de 12 086 cavalos-vapor (88 870 quilowatts), mas em serviço podia manter uma velocidade de apenas trinta nós (56 quilômetros por hora). Era equipado com uma catapulta de aeronaves e dois hidroaviões para reconhecimento, inicialmente do modelo CANT 25AR mas depois substituídos pelo IMAM Ro.43. Sua tripulação tinha 520 oficiais e marinheiros.
Seu armamento principal era composto por oito canhões Ansaldo Modelo 1926 calibre 53 de 152 milímetros em quatro torres de artilharia duplas, duas sobrepostas à vante da superestrutura e duas sobrepostas à ré. A bateria antiaérea tinha seis canhões OTO Modelo 1928 calibre 47 de 100 milímetros em três montagens duplas, oito canhões Breda calibre 54 em quatro montagens duplas e oito metralhadoras Breda Modelo 1931 de 13,2 milímetros em quatro montagens duplas. Também tinha quatro tubos de torpedo de 533 milímetros em dois lançadores duplos no convés. O cinturão principal de blindagem tinha 24 milímetros de espessura e cobria apenas a parte do casco que continha as salas de máquinas e depósitos de munição. O cinturão era fechado em cada extremidade por uma antepara transversal de vinte milímetros e coberto em cima por um convés blindado também de vinte milímetros. Atrás do cinturão havia uma antepara interna de dezoito milímetros de espessura que tinha a intenção de parar fragmentos que penetrassem pelo cinturão principal. As torres de artilharia tinham uma proteção de 23 milímetros, enquanto a torre de comando era protegida por placas de 25 a quarenta milímetros.

## História

### Tempos de paz

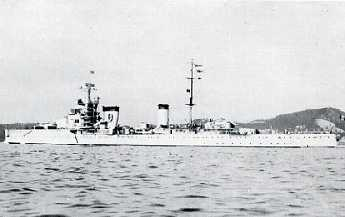
O Bartolomeo Colleoni antes da guerra

O batimento de quilha do Bartolomeo Colleoni ocorreu em 21 de junho de 1928 na Gio. Ansaldo & C. em Gênova, sendo nomeado em homenagem ao condotiero Bartolomeo Colleoni. Seu casco foi lançado ao mar em 21 de dezembro de 1930, sendo comissionado em 10 de fevereiro de 1932. Foi designado para a II Esquadra Naval, que ficava baseada em La Spezia. A Guerra Civil Espanhola começou em 1931 e o governo fascista da Itália começou a dar apoio para a facção nacionalista. O Bartolomeo Colleoni partiu da Itália em 5 de setembro e chegou em Barcelona em 3 de outubro, onde protegeu cidadãos italianos na área. Ele escoltou quatro comboios entre janeiro e fevereiro de 1937 que levaram soldados e suprimentos para os nacionalistas. Durante este período também fez patrulhas próximas de portos controlados pela facção republicana a fim de bloquear suprimentos para os oponentes dos nacionalistas.
As potências europeias começaram a fortalecer suas forças no Sudeste Asiático depois do início da Segunda Guerra Sino-Japonesa em 1937. O Bartolomeo Colleoni foi enviado para a região em novembro de 1918 a fim de substituir o cruzador rápido Raimondo Montecuccoli. Chegou em Xangai na China em 23 de dezembro; o porto estava sob ocupação japonesa. O navio navegou por águas chinesas até outubro de 1939, quando foi chamado de volta para casa em resposta ao início da Segunda Guerra Mundial, deixando na China a chalupa Lepanto. Chegou de volta na Itália em 28 de outubro.

### Segunda Guerra

#### Primeiras ações
A Itália declarou guerra contra o Reino Unido e França em 10 de junho de 1940, entrando na Segunda Guerra Mundial pelo lado da Alemanha. O Bartolomeo Colleoni estava ne época na II Divisão da II Esquadra junto com seu irmão Giovanni delle Bande Nere. Os dois navios foram para Palermo na Sicília na tarde de 10 de junho, fazendo então uma surtida para colocar minas no Estreito da Sicília. Os cruzadores partiram no dia 22 para procurarem navios franceses que tinham sido relatados ao oeste da Sardenha, mas não encontraram embarcação alguma e retornaram para casa dois dias depois. A França assinou o Armistício de Villa Incisa no final do mês, encerrando sua participação na guerra. Consequentemente, o Bartolomeo Colleoni e Giovanni delle Bande Nere foram enviados para Augusta, no leste da Sicília. Ambos realizaram outra varredura entre 2 e 3 de julho à procura de navios britânicos, novamente sem suceso, enquanto no dia seguinte deram cobertura para um comboio de Trípoli na Líbia até a Itália.
Os dois cruzadores partiram em 7 de julho como parte da escolta de um grande comboio para Bengasi. Ele era formado por cinco cargueiros e um transatlântico transportando 2,2 mil homens, 72 tanques, 237 veículos e uma grande quantidade de combustível e suprimentos para fortificar a planejada invasão do Egito. A escolta era formada pela II Divisão, a 10ª Esquadra de Contratorpedeiros com o Maestrale, Libeccio, Grecale e Scirocco; mais os barcos torpedeiros Pegaso, Orione, Orsa, Procione, Abba e Pilo. Como vários elementos significativos da frota italiana estavam no mar como parte do comboio, a Marinha Real Britânica tentou interceptá-lo. Os navios da II Divisão receberam ordens de garantir que o comboio chegasse ao destino na resultante Batalha da Calábria no dia 9. Chegaram em Bengasi no dia seguinte, porém o Bartolomeo Colleoni e o Giovanni delle Bande Nere foram rapidamente enviados para Trípoli a fim de evitar ataques aéreos vindos do Egito. O comando naval italiano considerou enviá-los para bombardear posições britânicas no litoral de Sallum, mas desistiram, ordenando em vez disso que seguissem para Portolago no Dodecaneso. De lá deveriam atacar comboios no Mar Egeu.

#### Cabo Spada

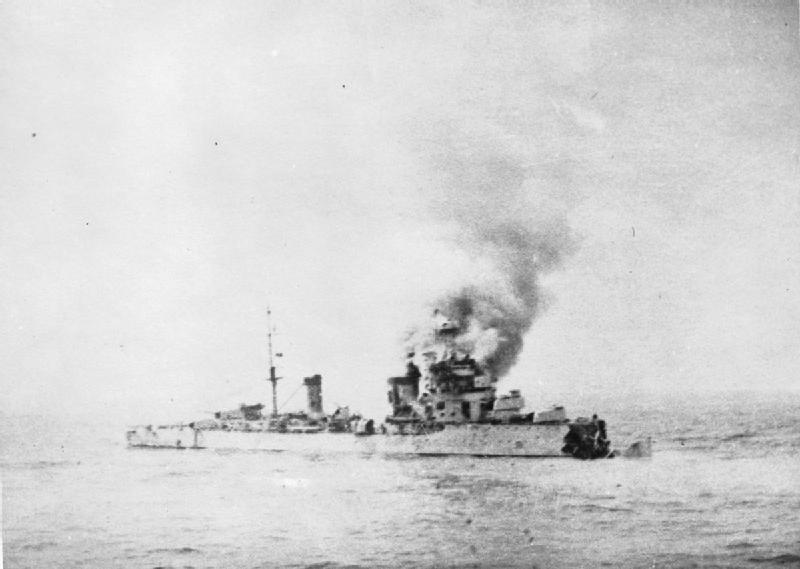
O Bartolomeo Colleoni com sua proa destruída na Batalha do Cabo Spada

As embarcações deixaram Trípoli na noite de 17 de julho e navegaram para o norte da ilha de Creta rumo ao Egeu. Os contratorpedeiros britânicos HMS Hyperion, HMS Ilex, HMS Hero e HMS Hasty tinham sido enviados para uma patrulha antissubmarino na área, enquanto o cruzador rápido australiano HMAS Sydney e o contratorpedeiro britânico HMS Havock estavam fazendo uma varredura do Golfo de Atenas. Os italianos avistaram os contratorpedeiros por volta das 6h00min de 19 de julho próximos do Cabo Spada, no oeste de Creta, a uma distância de dezessete quilômetros. O Sydney e o Havock estavam a 110 quilômetros mais ao norte. Os contratorpedeiros imediatamente enviaram mensagens ao Sydney e fugiram em alta velocidade. O almirante de divisão Ferdinando Casardi a bordo do Giovanni delle Bande Nere ordenou uma perseguição, acreditando que os inimigos eram parte da escolta de um comboio. Os italianos abriram fogo às 6h27min, mas os contratorpedeiros eram mais rápidos e conseguiram se afastar para além do alcance sem serem atingidos. Um cargueiro grego passou entre as formações por volta do mesmo momento, mas rapidamente fugiu.
Casardi decidiu entrar em perseguição sem saber o que aguardava adiante, não lançando seus hidroaviões de reconhecimento pois as condições do mar eram ruins e porque isto iria atrasar os navios. Ele também não tinha apoio de aeronave alguma vinda de terra. Consequentemente, Casardi não tinha como saber que o Sydney estava na área, pegando os italianos completamente de surpresa quando chegou por volta das 7h30min e abriu fogo. O cruzador australiano tinha começado a disparar de uma distância de doze quilômetros enquanto ainda estava no meio de um banco de neblina, acertando o Giovanni delle Bande Nere próximo de sua chaminé de ré. O acerto matou quatro tripulantes no convés e feriu outros quatro. Os italianos rapidamente dispararam de volta, mas tiveram dificuldades de localizar seu alvo na neblina, pois tinham apenas o brilho dos disparos dos canhões do Sydney para usar de mira. Também estavam se mexendo muito nos mares agitados, o que dificultava ainda mais a mira. O capitão John Collins do Sydney destacou o Havock para se juntar aos outros contratorpedeiros e ordenou um ataque de torpedos contra os italianos. Casardi foi para o sul e depois sudoeste a fim de chegar em águas menos confinadas e longe de Creta. O Sydney alternou seus disparos entre os dois cruzadores enquanto estes recuavam, dependendo de qual estava mais visível, porém no geral se concentrou no Bartolomeo Colleoni porque este era o mais próximo.
O Sydney acertou o Bartolomeo Colleoni às 8h24min com um salvo de 152 milímetros, com um dos projéteis travando seu leme em posição neutra. O navio consequentemente ficou incapaz de manobrar, mas permaneceu pelo momento navegando no mesmo curso que estava seguindo até então. Outro disparo do Sydney acertou o navio à meia-nau, causando grandes danos e iniciando vários incêndios. Outro projétil acertou a torre de comando e matou boa parte da tripulação da ponte de comando. O cruzador perdeu velocidade, o que permitiu que os contratorpedeiros britânicos entrassem no alcance. Mais acertos incapacitaram duas de suas caldeiras e destruíram o condensador de vapor, que era usado para alimentar águia às caldeiras. Os motores rapidamente pararam de funcionar sem água para ferver, fazendo o Bartolomeo Colleoni parar de navegar. Os guindastes de munição para os canhões principais também foram incapacitados. Seus canhões de 100 milímetros continuaram disparando pois podiam ser operados manualmente. A embarcação foi neutralizada em apenas seis minutos após o primeiro acerto, com o capitão Umberto Novaro emitindo ordem de abandonar navio.

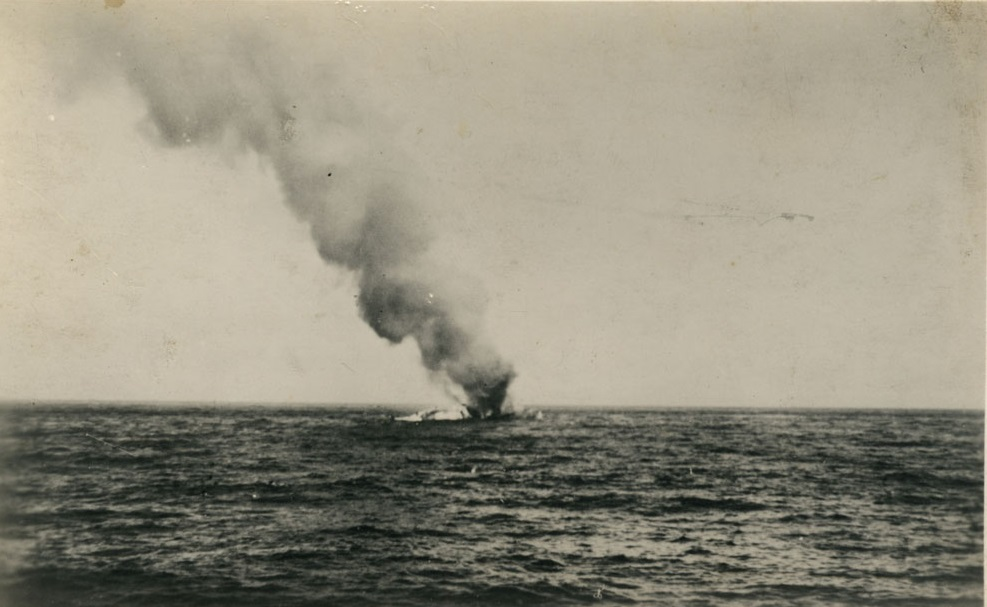
O Bartolomeo Colleoni emborcando na Batalha do Cabo Spada

Por volta do mesmo momento, o Havock e Ilex aproximaram-se para lançar torpedos, porém seus ataques iniciais erraram. O Hyperion se juntou aos dois, que já tinham lançado mais uma salva de torpedos. Um torpedo do Ilex acertou o Bartolomeo Colleoni e destruiu os primeiros trinta metros de sua proa. O Giovanni delle Bande Nere deu a volta às 8h50min em uma tentativa de ajudar, porém Casardi rapidamente determinou que não havia o que ser feito, assim o navio virou para o oeste e fugiu em alta velocidade. O Hyperion então lançou um torpedo que acertou à meia-nau, causando inundações sérias que fizeram o Bartolomeo Colleoni emborcar rapidamente. O Sydney, Hero e Hasty continuaram perseguindo o Giovanni delle Bande Nere, mas o Havock, Ilex e Hyperion permaneceram para resgatarem sobreviventes. Eles resgataram ao todo 525 homens, mas oito morreram de seis ferimentos e foram sepultados no mar. Os britânicos suspenderam os esforços de resgate quando bombardeiros italianos apareceram e começaram a atacá-los. Outros cinquenta tripulantes tentaram nadar até Creta, mas apenas sete sobreviveram para serem resgatados por um barco pesqueiro grego. Outros quatro, incluindo Novaro, morreram depois de chegarem em Alexandria. Estes foram enterrados na cidade, com os capitães do Sydney e dos contratorpedeiros carregando seus caixões. No total, de uma tripulação total de 643 homens, 121 morreram.
Os historiadores navais Jack Greene e Alessandro Massignani, ao avaliarem a batalha, salientaram que Casardi fora muito cauteloso no início do combate e que ele poderia ter se aproximado para atacar os contratorpedeiros e talvez até mesmo derrotá-los. Em vez disso, ele escolheu lutar a longa-distância para que os contratorpedeiros não pudessem disparar de volta. Também destacaram que a artilharia italiana foi bem menos precisa do que a britânica, ficando pior devido à decisão de Casardi de permanecer distante. Por fim, sugeriram que o resultado poderia ter sido mais benéfico aos italianos caso tivessem enviado uma força mais forte do que apenas dois cruzadores rápidos. O historiador naval Vincent O'Hara comentou que os navios italianos dispararam ao todo aproximadamente quinhentos projéteis, com apenas um acertando o Sydney, enquanto o navio australiano sozinho disparou por volta de 1,3 mil projéteis e acertou cinco, destacando que o maior sucesso britânico se deu por um volume de disparos maior.

### Citações
1. ↑   Gay & Gay 1988, p. 6
2. 1 2   Whitley 1995, p. 129
3. 1 2   Fraccaroli 1986, pp. 293–294
4. ↑   Fraccaroli 1986, p. 293
5. ↑   Gay & Gay 1988, pp. 6, 15
6. 1 2   Gay & Gay 1988, p. 15
7. ↑   Whitley 1995, p. 131
8. 1 2 3 4 5 6   Gay & Gay 1988, p. 16
9. ↑   O'Hara 2009, p. 34
10. ↑   Rohwer 2005, p. 32
11. 1 2   Greene & Massignani 1998, p. 83
12. 1 2 3   O'Hara 2009, p. 47
13. ↑   Greene & Massignani 1998, p. 84
14. ↑   Gay & Gay 1988, pp. 16–17
15. 1 2   Gay & Gay 1988, pp. 17–18
16. 1 2   Greene & Massignani 1998, p. 85
17. ↑   O'Hara 2009, pp. 47–48
18. ↑   Greene & Massignani 1998, p. 86
19. ↑   O'Hara 2009, p. 48